# Bistum Hamhŭng
Das Bistum Hamhŭng (lat. Dioecesis Hameungensis, kor. 천주교 함흥교구) ist eine römisch-katholische Diözese mit Sitz in Hamhŭng, Nordkorea.

## Geschichte
Papst Pius XI. gründete das Apostolische Vikariat Wonsan mit der Apostolischen Konstitution Concreditum Nobis  am 5. August 1920 aus Gebietsabtretungen des Apostolischen Vikariats Seoul.
Im Juli 1928 verlor es Teile seines Territoriums an die Mission sui juris Ilan und an die Apostolische Präfektur Yanji in China.
Am 12. Januar 1940 nahm es den Namen des Apostolischen Vikariats Kanko an und verlor noch einen weiteren Teil des Territoriums an die Territorialabtei Tokwon.
Am 12. Juli 1950 wurde der Name noch einmal geändert, da es den Namen Apostolisches Vikariat Hamhŭng annahm. Die Erhebung zum Bistum erfolgte am 10. März 1962 mit der Apostolischen Konstitution Fertile Evangelii semen.

## Ordinarien

### Apostolische Vikare
- Bonifatius Sauer OSB (25. August 1920–1940)

### Apostolische Administratoren
Ab Januar 1940 wird die Diözese von einem Apostolischen Administrator in Südkorea verwaltet.
- Bonifatius Sauer OSB (1940–7. Februar 1950)
- Timotheus Bitterli (9. Mai 1952–22. Mai 1981)
- Placidus Ri Tong-ho (22. Mai 1981–21. November 2005)
- John of the Cross Chang Yik (2005–2010)
- Lucas Kim Un-hoe (seit 2010)